# Påfågelgök
Påfågelgök (Dromococcyx pavoninus) är en fågel i familjen gökar inom ordningen gökfåglar.

## Utseende och läte
Påfågelgöken är en udda gök med litet huvud och en mycket lång, bred och avsmalnad stjärt. Den är roströd på huvud, hals och bröst med ett tydligt rostfärgat ögonbrynsstreck. Vit buk kontrasterar med mörkbrunt på rygg, vingar och stjärt, den senare med vita spetsar. Lätet är ett melodiskt "puu-pe-pu-pepe" som upprepas konstant, dag som natt. 

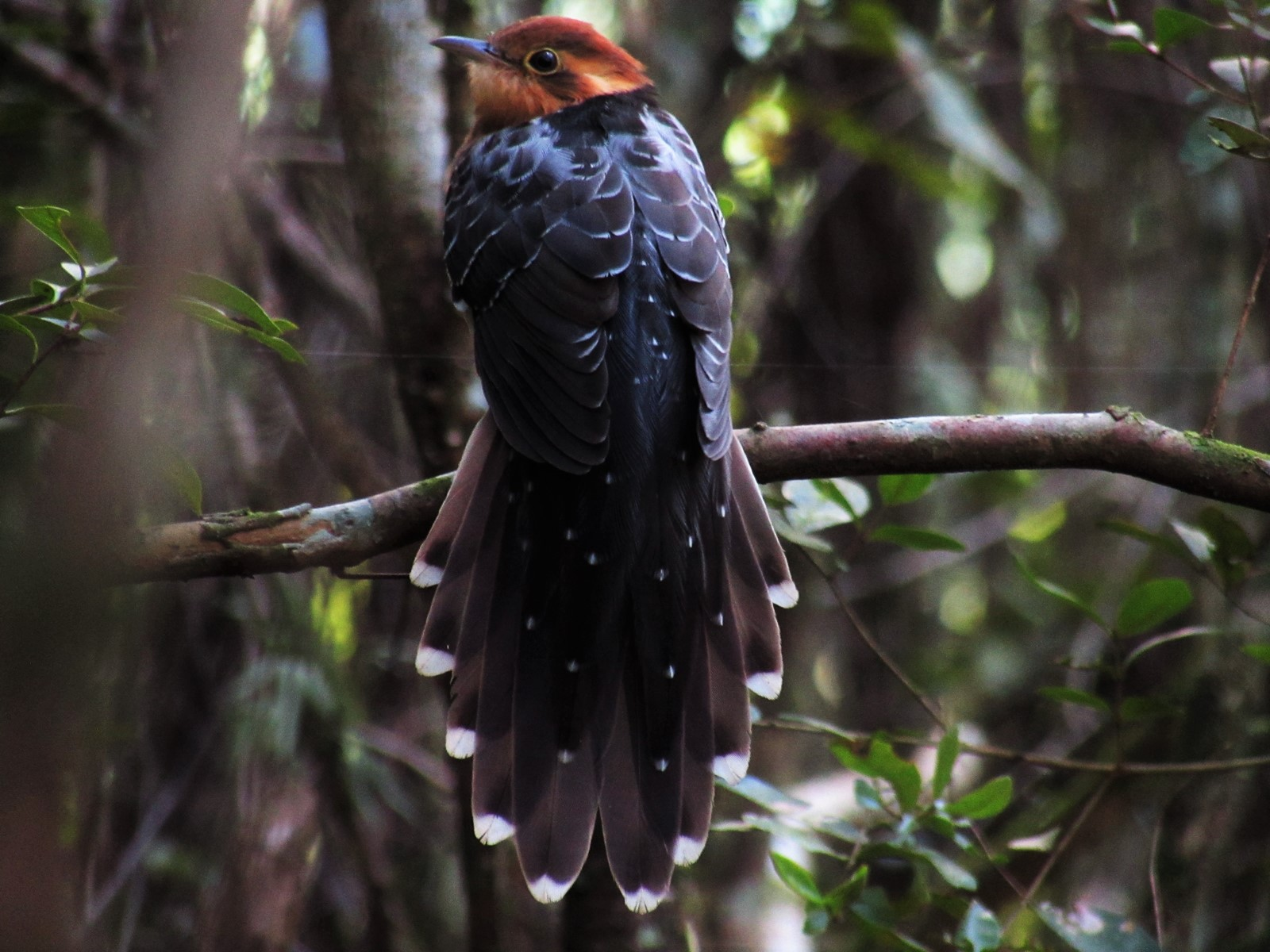

## Utbredning och systematik
Fågelns utbredningsområde är tropiska Sydamerika öster om Anderna till nordöstra Argentina. Den behandlas som monotypisk, det vill säga att den inte delas in i några underarter.

## Levnadssätt
Påfågelgöken hittas i låglänt regnskog, skogsbryn och ungskog och kan där vara mycket svår att få syn på. Liksom många andra gökar är den boparasit, det vill säga lägger ägg i andra fåglars bon.

## Status och hot
Arten har ett stort utbredningsområde, men tros minska i antal, dock inte tillräckligt kraftigt för att den ska betraktas som hotad. Internationella naturvårdsunionen IUCN listar arten som livskraftig (LC).